# Raumplanung
Unter Raumplanung werden die Maßnahmen zusammengefasst, einen geographischen Raum, oft ein bestimmtes Verwaltungsgebiet, nach seinen naturräumlichen, wirtschaftlichen und sozialen Möglichkeiten zu ordnen und gezielt zu nutzen. In den Staaten Mitteleuropas ist die Raumplanung meist eine staatliche Hoheitsaufgabe.
In Deutschland wird Raumplanung meist als Oberbegriff für räumliche Planungen verschiedener Maßstabsebenen (von der gemeindlichen Bauleitplanung bis zur Raumordnung im Rahmen der Regional- und Landesplanung) sowie für räumliche Gesamtplanung einerseits und sektorale Fachplanung (z. B. Verkehrsplanung, Landschaftsplanung) andererseits verstanden.
Die der Raumplanung zugrundeliegende Forschungsrichtung ist die Raumforschung (z. B. in Geographie und Soziologie). Das Fachgebiet ist an vielen technischen Universitäten ein eigenes Studienfach, an anderen wird es im Rahmen der Architektur, des Vermessungswesens oder der Bodenkultur gelehrt.

## Definition, Aufgaben und Entwicklung

### Definition
Es fällt den Raumplanern oftmals schwer, eine Definition für ihre Disziplin zu finden, ohne dass inhaltliche Wertungen Teil der Definition werden. Daher gibt es zahlreiche Versionen.
Eine weitgehend etablierte Definition folgt der European Regional/Spatial Planning Charter (Torremolinos Charter), 1983 von der European Conference of Ministers responsible for Regional Planning (CEMAT) angenommen:

“Regional/spatial planning gives geographical expression to the economic, social, cultural and ecological policies of society. It is at the same time a scientific discipline, an administrative technique and a policy developed as an interdisciplinary and comprehensive approach directed towards a balanced regional development and the physical organisation of space according to an overall strategy.”

Heinrich Schoof definiert Raumplanung folgendermaßen:

„Es handelt sich um die Planung des Einsatzes von Instrumenten zur Beeinflussung räumlicher Bedingungen, die für die Ziele des Planungsträgers relevant sind. Als Raum wird dabei der geographische Raum der Erdoberfläche betrachtet.“

Im angelsächsischen Raum sind Begriffe wie land use planning, town and country planning, regional planning, town planning, urban planning, urban design oft weitgehend austauschbar, in der europäischen Fachsprache etabliert sich spatial planning.
Die Stadtplanung kann also je nach lokaler Usance als Unterdisziplin, Nebenthema oder Überbegriff gesehen werden.

### Aufgaben
Die Aufgabe der Raumplanung – etwa nach einer Schweizer Legaldefinition – ist es, räumliche Anforderungen auf den unterschiedlichen Ebenen (Stadtteil, Stadt, Region, Land, Staat, Kontinent) und in Bezug auf die unterschiedlichen Aspekte (Verkehr, Umwelt, Bevölkerung, Wirtschaft) abzustimmen und Konflikte auszugleichen sowie Vorsorge für (zukünftige) Raumfunktionen und -nutzungen zu treffen. Dabei wird eine nachhaltige Raumentwicklung angestrebt, die die sozialen, wirtschaftlichen, rechtlichen und ökologischen Ansprüche an den Raum miteinander in Einklang bringt. Hierbei sollen die freie Entfaltung der Persönlichkeit gewährleistet, die natürlichen Lebensgrundlagen geschützt und entwickelt, die wirtschaftlichen Standortvoraussetzungen geschaffen und mit entsprechendem Monitoring verknüpft, die langfristigen Gestaltungsmöglichkeiten offen gehalten, die Vielfalt der Teilräume gestärkt, gleichwertige Lebensverhältnisse in allen Teilräumen hergestellt und Zusammenhalt geschaffen werden. Raumplanung umfasst die

„Bestrebungen, die natürlichen Lebensgrundlagen wie Boden, Luft, Wasser, Wald und die Landschaft zu schützen; wohnliche Siedlungen und die räumlichen Voraussetzungen für die Wirtschaft zu schaffen und zu erhalten; das soziale, wirtschaftliche und kulturelle Leben in den einzelnen Landesteilen zu fördern und auf eine angemessene Dezentralisation der Besiedlung und der Wirtschaft hinzuwirken; die ausreichende Versorgungsbasis des Landes zu sichern; die Gesamtverteidigung zu gewährleisten.“

Da das Schweizer Gesetz von Raumordnung spricht, ist die Bezeichnung Raumplanung in der Schweiz nicht verbindlich definiert, sondern stellt einen Oberbegriff dar, der alle planerischen Maßnahmen mit räumlichen Auswirkungen – von der Quartiersplanung über die Stadt- und Regionalplanung bis hin zur Landesplanung und Raumordnung – umfasst.
Zu den Spezialgebieten der Raumplanung gehören etwa Landnutzungs-, Bebauungs-, Verkehrs-, Energie-, Wasserwirtschafts-, Umwelt-, Naturschutz-, Lawinenschutzplanung, und Ähnliches.
Insgesamt ist die Raumplanung – ähnlich der Landschaftsplanung und Landentwicklung – stark ökologisch ausgerichtet: Der Mensch nutzt den Boden, das Wasser, die Luft, den ganzen Lebensraum. Er erstellt Gebäude, wohnt, arbeitet, verbringt die Freizeit und bewegt sich in diesem Raum. Der Lebensstandard ist von Gütern, Produktionen, Dienstleistungen abhängig, die alle auch Lebensraum in Anspruch nehmen. Diese intensiven Nutzungsansprüche führen zu Interessenkonflikten, die umso größer werden, je knapper der verfügbare Lebensraum ist und je mehr die Notwendigkeit der Schonung von natürlichen Ressourcen erkannt wird. Mit Hilfe der Raumplanung werden die unterschiedlichen Nutzungsansprüche koordiniert.

### Geschichte
In Deutschland etablierten sich in der Weimarer Republik einzelne Landesplanungsverbände, u. a. im Ruhrgebiet (Siedlungsverband Ruhrkohlenbezirk), im mitteldeutschen Industriebezirk und in Groß-Berlin/Brandenburg. Aus diesen Anfängen der Landesplanung heraus entstand in Deutschland auch die (wissenschaftliche) Raumplanung. Maßgeblicher Vordenker war der Berliner Planungstheoretiker Gustav Langen, der 1927 in einem Aufsatz die Raumplanung als Planungsinstrument der Raumordnung definierte. Der Nationalsozialismus griff diese Begriffe im „Gesetz über die Regelung des Landbedarfs der öffentlichen Hand“ vom 29. März 1935 auf, um eine Reichsstelle für Raumordnung zu gründen. Deren planerische Aufgaben standen im Dienste des NS-Staates und lieferten Beiträge zum Generalplan Ost, mit dem die Idee eines „Lebensraums im Osten“ verwirklicht werden sollte. Der NS-Staat wertete „Raum“, auch in Verbindung mit seiner „Agrarpolitik“, im Sinne seiner rassistischen Ziele stark auf. Mit der neuen „Raumforschung“ versuchte die Partei bald akademische Kräfte für ihre raumplanerischen Ziele zu bündeln. Bei der Umsetzung praktischer politischer Maßnahmen der Siedlung, auch des Spannungsverhältnisses zwischen industriegesellschaftlichen, rüstungswirtschaftlichen, sozialen und agrarischen Politiken sowie des Infrastruktur-Ausbaus wirkten Wissenschaftler mit, die dem nationalsozialistischen Staat zuarbeiteten.
Die Landesplanung bestand formal fort, geriet aber zunehmend unter Einfluss der zentralen politischen Instanzen. 1935 wurde die Reichsstelle für Raumordnung (RfR) gegründet; im selben Jahr noch die Reichsarbeitsgemeinschaft für Raumforschung (RAG). Mit der RAG und den parallel dazu entstehenden Hochschularbeitsgemeinschaften für Raumforschung entstanden Verbünde anwendungsbezogener Forschung, da an fast jeder Hochschule nun Raumforschung von Geographen, Agrarwissenschaftlern, Wirtschafts- und Sozialwissenschaftlern, Soziologen, Verkehrswissenschaftlern, Forstwissenschaftlern oder Wasserbauingenieuren betrieben wurde. Mehrere Millionen Reichsmark Forschungsgelder flossen bis Kriegsende in die Raumforschung.
Wissenschaftliches Wissen dieser Disziplinen wurde für Raumplanung durchaus pragmatisch abgerufen, wenn es sich für die Umsetzung von NS-Zielen als zweckrational, als nützlich (oder auch nur als scheinbar nützlich) bzw. als planerisch sinnvoll erwies. Allerdings setzten solche raumplanerischen Anwendungsbezüge nicht selten eine ‚Selbstgleichschaltung‘ der Wissenschaftler an grundsätzliche Inhalte des politischen NS-Systems voraus (soziale Ausgrenzung, Antisemitismus, räumliche Expansion, Sozialdarwinismus und andere). Doch das Regime setzte auch auf die freiwillige Mitwirkung jener Akteure, die über wissenschaftliche Fachkenntnisse raumplanerischer Art verfügten. In den Leitartikeln der Raumplanungszeitschriften finden sich hingegen hochgradig ideologisch besetzte Inhalte, wie „Lebensraum“, „Rasse“, „Umvolkung“, „Volksgruppen“, „Volks- und Kulturboden“ usw. Nach Kriegsbeginn geriet die Raumplanung weitgehend unter Einfluss der Ziele der NS-Siedlungspolitik. 'Rasse' wurde innerhalb der Raumplanung noch einmal deutlich aufgewertet.
Am Generalplan Ost waren Raumplaner beratend und mitarbeitend tätig. Mit diesen Planungen war vor allem der Name des Agrarpolitikers Konrad Meyer verbunden. Einer der drei Leiter der Reichsarbeitsgemeinschaft für Raumforschung, Paul Ritterbusch, der zwischen den Amtszeiten von Konrad Meyer und Kurt Brüning diese Position eingenommen hatte, war zugleich für den „Kriegseinsatz der Geisteswissenschaften“ zuständig:
Nach 1945 gab es in der Bundesrepublik Deutschland und in weniger ausgeprägter Form auch in der DDR personelle und inhaltliche Kontinuitäten zur Raumplanung im NS-Staat, allerdings wurden im Laufe der 1950er Jahre im Westen jene Kräfte in der Raumplanung gestärkt, die sich einer föderalistisch organisierten Demokratie und kapitalistischer Wirtschaftsordnung gegenüber aufgeschlossen zeigten. In einzelnen Bereichen der Raumplanung wirkten allerdings auch nationalsozialistische und völkische Inhalte nach, wie etwa in der Landschaftsplanung und in der Landespflege. Es entstanden mit der hannoverschen Akademie für Raumforschung und Landesplanung (ARL, gegr. im Jahr 1946 durch wesentliche Initiative des ehemaligen RAG-Leiters Kurt Brüning) und mit dem Bad Godesberger Institut für Raumforschung (IfR, gegr. 1949) zwei wichtige Institutionen der Raumforschung/Raumplanung. Die ARL wurde Rechtsnachfolgerin der RAG. Ihre Zeitschrift Raumforschung und Raumordnung (gegründet von der Reichsarbeitsgemeinschaft im Jahr 1936) erscheint bis heute. Das Institut für Raumforschung ging, nach mehreren Umbenennungen und organisatorischen Änderungen, in das heutige Bundesinstitut für Bau-, Stadt- und Raumforschung (BBSR) auf:

„Als Beitrag zur konzeptionellen Einbettung des Paradigmas ‚Raumplanung‘ in das Arsenal marktwirtschaftlich kompatibler Steuerungsverfahren in Westdeutschland standen die ‚Grundlagen‘ auf halbem Wege zwischen einer rein verfahrenspraktisch orientierten Betrachtungsweise und der beginnenden Integration materieller Zielvorstellungen. Ansätze zur Verknüpfung des Systems der sozialen Marktwirtschaft mit dem raumordnenden Prinzip kamen seit den frühen 1950er Jahren zunehmend aus der Fachwissenschaft selbst. Nicht zuletzt die einschlägigen Studien aus der hannoverschen ‚Akademie für Raumforschung und Landesplanung‘ und aus dem Godesberger ‚Institut für Raumforschung‘ trugen dazu bei, daß die Annahme einer grundsätzlichen Vereinbarkeit bis gegen Ende der Dekade in den überregionalen Fachdiskussionen allmählich zum Allgemeingut wurde. In der politischen Realität der Länder war es hingegen vorwiegend die landesplanerische Praxis, die die bestehenden Vorbehalte gegenüber einem möglichen neuen Dirigismus östlichen Vorbilds oder gegenüber der Wiederkehr nationalsozialistischer Planungsmuster abbauen half.“

Auch an den Hochschulen gründeten sich nach 1945 einzelne raumplanerisch tätige Institute. Bis in die 1970er Jahre hinein gab es noch einzelne Hochschularbeitsgemeinschaften für Raumforschung. Die wissenschaftliche Raumplanung erlebte mit den 1960er Jahren einen Boom, verlor aber ab Mitte der 1970er wieder stark an Bedeutung, weil die gesellschaftliche Lenkungswirkung der Raumplanung stärker in Frage gestellt wurde. Eine kritische Auseinandersetzung der Raumplanungs-Experten mit der Geschichte der deutschen Raumplanung als wissenschaftliches Fach und als politiknahe Anwendung wissenschaftlichen Wissens hat es bis weit in die 1980er Jahre hinein nicht gegeben.
Im Österreich der Habsburger war die Geographie schon immer (seit Beginn der Landesaufnahmen der 1760er) stark institutionalisiert und an Anwendung und Raumplanung orientiert. Eine explizite Raumplanung entwickelt sich – abgesehen von der ideologischen Theorie der Vorkriegs- und Besatzungszeit – erst im Laufe der 1970er, unter Impulsen, die teils aus der Stadtplanung als Teilbereich der Architektur kommen, teils aus der Ökologie, und blieb eine Aufgabe der angewandten Geographie. Daher sind in Österreich noch immer tendenziell Raumplaner eher Geographen und Ökologen, Stadtplaner eher Baufachkundler und Ziviltechniker, und die Raumplanung eng mit aktuellen innenpolitischen Agenden, angewandter Geographie und dem Ingenieurswesen verbunden.

In der Schweiz geht die Raumplanung den umgekehrten Weg und entwickelt sich – bis auf einen ersten Ansatz der 1920er – aus kommunaler Zonenplanung im Laufe der 1930er Jahre, also bottom-up. 1969 stimmte die Bevölkerung der Bundeskompetenz der Raumordnung zu, diese blieb aber stark föderal. Außerdem ist die schweizerische Raumplanung eng dem Bevölkerungsschutz verbunden.
Ein übergreifendes Leitbild der heutigen Raumplanung ist der Neue Urbanismus. Nach dem Erkennen der strukturellen Fehler der vor allem seit der Moderne und der Charta von Athen entstandenen aufgelockerten Siedlungen (bzw. Trabantenstädte) mit Funktionstrennung, kommt es seit den 1980er Jahren mit dieser Urbanismusbewegung (die u. a. mit Team 10 ihren Anfang nahm) zur Wiederentdeckung der Blockrandbebauung und Mischnutzung von Quartieren und damit städtischer Dichte. Demnach unterstütze diese früher durch die Siedlungsplaner beklagte urbane Bebauungsart die Vorzüge städtischen Lebens, in Verbindung mit gesunder sozialer und wirtschaftlicher Durchmischung und einer erheblichen Einsparung von Ressourcen (Anfahrtswege, Heizkosten, Infrastrukturkosten usw.).

## Nationales

### Deutschland

#### Ebenen der Raumplanung
Je nach Größe des zu beplanenden Raumes hat der deutsche Gesetzgeber verschiedene Planungsebenen vorgesehen. Dementsprechend sind Aufgaben, Maßstäbe und mögliche Aussagetiefe der Planwerke unterschiedlich. Es wird dabei nach einem hierarchischen Prinzip vorgegangen, nach dem eine untergeordnete Planung der übergeordneten nicht widersprechen darf, gleichzeitig aber die Belange der untergeordneten Ebenen bei der Aufstellung der übergeordneten Pläne und Programme zu berücksichtigen sind (Gegenstromprinzip). Die Planungsträger, also die Auftraggeber, sind die Verwaltungseinheiten der öffentlichen Hand, also – in hierarchischer Ordnung – der Bund, ein Bundesland, Regierungsbezirke, Landkreise bzw. kreisfreie Städte und Gemeinden.
Förmliche, also auf gesetzlichen Regelungen basierende Instrumente der räumlichen Planung sind:
1. Auf Ebene des Bundes: keine, nur informelle Instrumente wie die Leitbilder der Raumordnung
2. Auf Ebene der Länder: Landesentwicklungsprogramm, Landesentwicklungsplan
3. Auf Ebene der Regierungsbezirke (oder mehrerer Kreise): Regionalplan und früher: Gebietsentwicklungsplan in NRW
4. Auf kommunaler Ebene: Flächennutzungsplan, Bebauungsplan

Hinzu kommt als übergeordnetes Planwerk auf europäischer Ebene das Europäische Raumentwicklungskonzept (EUREK).

#### Strukturen – Planungsebenen
Planungsebenen sind die Verwaltungen innerhalb der staatlichen Hierarchie, die sich mit der räumlichen Planung befassen. Man spricht deshalb auch von Verwaltungsebenen. Es gibt die Europaebene, die Bundes-, Landes- und Regionsebene und die Gemeindeebene.
Europaebene
Auf europäischer Ebene erfolgt die Koordination mit den Partnerländern in internationalen Organisationen, wie der EU, der EFTA (europäische Freihandelszone) oder in speziellen Gremien, wie der europäischen Konferenz der Verkehrsminister. Daneben gibt es Ländergruppen, die bei bestimmten Planungen zusammenarbeiten, so z. B. die Arbeitsgemeinschaft Alpenländer oder das EU finanzierte COMMIN-Projekt, das sich auf das Baltikum spezialisiert hat.
Bundesebene
Im Bereich der Raumordnung hat nationale Ebene, also der Bund, eine konkurrierende Gesetzgebungskompetenz, wobei aber die Länder ein Abweichungsrecht besitzen. Eine einheitliche Planung auf Bundesebene besteht nicht. Die Institutionen der Bundesebene sind die Bundesregierung, verkörpert durch das Bundesministerium des Innern, für Bau und Heimat. Ihm untersteht zur Erarbeitung wissenschaftlicher Grundlagen das Bundesamt für Bauwesen und Raumordnung (BBR). Das BBR erstellt regelmäßig den Raumordnungsbericht, der wichtige räumliche Grundlagen, Tendenzen und Entwicklungen in der BRD enthält. Der Bundesminister für Raumordnung bildet zusammen mit den zuständigen Ministerien der Bundesländer die Ministerkonferenz für Raumordnung. Der Bundesminister wird durch einen Beirat für Raumordnung, mit Vertretern der Wissenschaft und Verbänden, unterstützt.
Landesebene
Die Akteure der Landesplanung sind die Landesregierungen sowie die entsprechenden Fachministerien. Welche Behörde die oberste Landesplanung betreibt, variiert je nach Bundesland. In Rheinland-Pfalz ist es die Staatskanzlei, in Niedersachsen das Innenministerium und in Mecklenburg-Vorpommern, NRW und Hessen das Wirtschaftsministerium. In den restlichen Bundesländern, stellt das Umweltministerium o. ä. die Oberste Landesplanungsbehörde dar. Die mittlere Ebene, die Obere Landesplanungsbehörde, ist in der Regel beim Regierungspräsidenten, aber manchmal auch bei Regionalverbänden (Baden-Württemberg) oder auf Kreisebene (Niedersachsen) angesiedelt. Sie hat die Fachaufsicht über die Untere Landesplanungsbehörde, also die Kreisverwaltungsbehörden.
Regionsebene
Die verwaltungsmäßige Organisation der Regionalplanung bleibt jedem Bundesland selbst überlassen und variiert sehr stark. Dabei haben sich zwei Modelle herausgebildet. Beim Behördenmodell wird die Regionalplanung als eigenständige staatliche Aufgabe angesehen und in die Verwaltungsstruktur der Behörden eingegliedert. Beim Verbandsmodell wird ein eigenständiger Planungsverband als Träger der Regionalplanung gebildet. In Bayern z. B. wird diese Aufgabe von 18 Regionalen Planungsverbänden (Art. 6 BayLplG) übernommen, Zusammenschlüsse von Gemeinden und Landkreisen einer Region. Landesplanung und Regionalplanung bilden eine rechtliche und organisatorische Einheit.
Gemeindeebene
Die Gemeinden verfügen über die Planungshoheit auf ihrem Gemeindegebiet. Die wesentlichen Instrumente der räumlichen Planung auf Gemeindeebene sind der Flächennutzungsplan und der Bebauungsplan.
Spitzenverbände, Fachakademien
Neben diesen behördlichen Institutionen befassen sich Spitzenverbände mit räumlicher Planung. Dies sind vor allem der Deutsche Städtetag in Köln (für große Städte), der Deutsche Landkreistag in Bonn und der Deutsche Städte- und Gemeindebund in Düsseldorf (für die kleinen Städte). Außerdem befassen sich große Fachakademien mit der Erforschung, Fortbildung und fachlichen Abstimmung der Fragen der Raumordnung und Raumplanung. Zu nennen ist hier die Akademie für Raumentwicklung in der Leibniz-Gemeinschaft in Hannover und die Deutsche Akademie für Städtebau und Landesplanung in Berlin. Sie führen Wissenschaftler und Verwaltungsfachleute der Raumplanung in gemeinsamen Arbeitsgremien zusammen.

#### Übersicht über das Planungssystem in Deutschland
| Planungsebene     | Institution                                                          | Programm, Plan                                                                       | Fachplanung               |
| ----------------- | -------------------------------------------------------------------- | ------------------------------------------------------------------------------------ | ------------------------- |
| Europäische Union | Internationale Organisationen (EU, EROMK, CEMT, …)                   | Empfehlungen und Texte der Konferenzen, Europäisches Raumentwicklungskonzept (EUREK) | Einwirken auf alle Ebenen |
| Bundesrepublik    | Bundesministerium für Raumordnung; Ministerkonferenz für Raumordnung | Leitbilder der Raumordnung                                                           | Einwirken auf alle Ebenen |
| Land              | Oberste Landesplanungsbehörde                                        | Landesentwicklungsprogramm, -plan                                                    | Einwirken auf alle Ebenen |
| Region            | Regionale Planungsgemeinschaft, Regierungspräsident                  | Regionalplan (regionaler Raumordnungsplan)                                           | Einwirken auf alle Ebenen |
| Gemeinde          | Magistrat, Baudezernat                                               | Stadtentwicklungsprogramm, Bauleitplanung (Flächennutzungsplan, Bebauungsplan)       | Einwirken auf alle Ebenen |
| Haus, Objekt      | Bauherr, Architekt                                                   | Bauplan                                                                              | Einwirken auf alle Ebenen |

frei nach: Hartwig Spitzer: Einführung in die räumliche Planung. UTB, Stuttgart 1995.

### Österreich
Bundesebene
Trotz massiver Einflussmöglichkeiten auf den Raum hat der Bund keine Raumplanungskompetenz in Österreich. Es gibt auch kein Bundesraumordnungsgesetz. Die Österreichische Raumordnungskonferenz (ÖROK), die eine von Bund, Ländern und Gemeinden getragene Einrichtung zur Koordination der Raumordnung auf gesamtstaatlicher Ebene ist, hat nur empfehlenden Charakter.
Landesebene
Die Länder sind in Österreich im Bereich der Raumplanung für die Gesetzgebung auf überörtlicher und örtlicher Ebene zuständig. Durch das Fehlen von bundesstaatlichen Festlegungen kommt es zu unterschiedlichen Regelungen in Raumplanungs-(ordnungs-), Gemeindeplanungs-, Baugesetzen. Im Bereich der überörtlichen Planung haben die Länder in Österreich eine Planungskompetenz. Dazu werden Landesentwicklungsprogramme, Sachprogramme und Regionale Entwicklungsprogramme erstellt, die für Gemeinden verbindlich sind. Die Landesplanung ist darüber hinaus für die Überprüfung und Genehmigung der Planungen auf Gemeindeebene zuständig.
Gemeindeebene
Die Gemeinden besitzen die Kompetenz für die örtliche Raumplanung. Sie können Entscheidungen für den eigenen Wirkungsbereich treffen, wobei diese zum Teil (je nach Bundesland und Planungsinstrument) von der zugehörigen Landesregierung genehmigt werden müssen. In den meisten Ländern stehen folgende Instrumente auf Gemeindeebene zur Verfügung: Örtliches Entwicklungskonzept, Flächenwidmungsplan, Bebauungsplan. Der Gemeinderat ist Raumordnungsbehörde erster Instanz. Der Bürgermeister ist Baubehörde erster Instanz und der Gemeinderat der zweiten.

### Schweiz
Die Schweiz ist ein relativ dicht besiedeltes Land (Rang 44 von ca. 190 Staaten global, wobei der Alpenraum zwangsläufig nur dünn besiedelt ist, was die Dichte weiter konzentriert). Der Bund gibt im Raumplanungsgesetz die Grundsätze vor; die konkrete Umsetzung unterliegt in weiten Bereichen der Hoheit der Kantone. Diese lassen ihren Gemeinden in der Regel einen recht großen Planungsspielraum.

## Aus- und Weiterbildung

### Studium der Raumplanung in Deutschland
Raumplanung kann in Deutschland in speziellen Planungs-Studiengängen studiert werden, wobei die Benennung dieser Studiengänge nicht einheitlich ist. Darüber hinaus gibt es andere Studienfächer, etwa Geographie, Architektur oder Vermessungswesen, in denen Raumplanung als Vertiefungsrichtung angeboten wird.
An folgenden deutschen Universitäten und Fachhochschulen werden Vollstudiengänge im Fach Raumplanung angeboten:
- Technische Universität Berlin (Stadt- und Regionalplanung)
- Brandenburgische Technische Universität Cottbus (Stadt- und Regionalplanung)
- Technische Universität Dortmund (Raumplanung)
- Technische Universität Dresden (Raumentwicklung und Naturressourcenmanagement)
- Fachhochschule Erfurt (Stadt- und Raumplanung)
- HafenCity Universität Hamburg (Stadtplanung/Urban Design)
- Rheinland-Pfälzische Technische Universität Kaiserslautern-Landau, Standort Kaiserslautern (Raum- und Umweltplanung)
- Universität Kassel (Stadtplanung, Landschaftsplanung)
- Hochschule für Wirtschaft und Umwelt Nürtingen-Geislingen (Stadtplanung, Landschaftsplanung & Naturschutz)
- Ostfalia Hochschule für angewandte Wissenschaften (Stadt- und Regionalmanagement)
- Hochschule Ostwestfalen-Lippe (Stadtplanung)
- Bauhaus-Universität Weimar (Urbanistik/Europäische Urbanistik)

Darüber hinaus existieren weitere Universitäten und Fachhochschulen, an denen Raumplanung als Aufbau- oder Vertiefungsrichtung angeboten wird (hier eine beispielhafte Auswahl):
- Rheinisch-Westfälische Technische Hochschule Aachen (Architektur/Städtebau)
- Fachhochschule Aachen (Architektur/Stadt- und Regionalplanung)
- Universität Bayreuth (Geographie/Raumplanung)
- Technische Universität Berlin (Planung und Betrieb im Verkehrswesen)
- Beuth Hochschule für Technik Berlin (Urbane Infrastrukturplanung – Verkehr und Wasser)
- Universität Bonn (Geodäsie und Geoinformation, Geografie)
- Technische Universität Darmstadt (Architektur/Städtebau, Bauingenieurwesen/Raum- und Infrastrukturplanung, Urban Development and International Cooperation)
- Technische Universität Dresden (Geographie mit Nebenfach Verkehrsplanung, oder Landschafts- und Freiraumplanung)
- Justus-Liebig-Universität Gießen (Geographie/Regionale und Kommunale Planung)
- Universität Hannover (Architektur/Städtebau)
- Karlsruher Institut für Technologie (Master Regionalwissenschaft/Raumplanung[19])
- Rheinland-Pfälzische Technische Universität Kaiserslautern-Landau, Campus Landau (Geographie)
- Technische Universität München (Urbanistik)
- Hochschule für angewandte Wissenschaften München (Vermessungswesen/Geoinformatik)
- Hochschule Neubrandenburg (Naturschutz und Landnutzungsplanung / Landnutzungsplanung)
- Universität Stuttgart (Bauingenieurwesen, Architektur/Städtebau, Umweltschutztechnik)
- Hochschule für Technik Stuttgart (Architektur/Städtebau/Stadtplanung)
- Universität Trier (Angewandte Geographie/Raumentwicklung)

Das Planungsrecht als Teildisziplin der Raumplanung ist aber auch Bestandteil des juristischen Studiums, weshalb an der Westfälischen Wilhelms-Universität das der Rechtswissenschaftlichen Fakultät zugeordnete Zentralinstitut für Raumplanung gegründet wurde.

#### Weiterbildungsmöglichkeiten in Deutschland
Nach erfolgreichem Studienabschluss besteht mit dem städtebaulichen Referendariat die Möglichkeit der beruflichen Weiterqualifikation für Raumplanerinnen und Raumplaner. Das Referendariat ist einerseits ein Vorbereitungsdienst für den höheren bautechnischen Verwaltungsdienst, andererseits eine umfassende praxisorientierte Zusatzausbildung. Ziel des Referendariats ist die Vermittlung umfassender Kenntnisse auf den Gebieten Verwaltung, Recht, Planung, Betrieb und Menschenführung, die weit über das im Studium vermittelte Wissen hinausgehen.
Die Ausbildung gliedert sich in informatorische Tätigkeiten und praktische Mitarbeit bei unterschiedlichen Dienststellen der öffentlichen Verwaltung, wobei der Schwerpunkt in der Planungs- und Bauverwaltung liegt. Daneben bestehen üblicherweise regelmäßige wöchentliche Arbeitsgemeinschaften der Referendare, bei denen in Form von Vorträgen, Referaten und Fachexkursionen umfangreiches Fachwissen vermittelt wird. Ergänzt wird die Ausbildung durch verschiedene längere Fachlehrgänge. Zum Abschluss des zweijährigen Referendariats sind mündliche und schriftliche Prüfungen abzulegen, danach sind die Absolventen berechtigt, den Titel „Bauassessor“ bzw. „Bauassessorin“ zu tragen.
Einige öffentliche und private Planungsträger, zum Beispiel Stadtverwaltungen oder Projektentwicklungs-Gesellschaften, bieten zur Weiterqualifizierung von Raumplanungsabsolventen auch eigene Trainee-Programme an. Ähnlich dem Referendariat erhalten die Kandidaten dabei die Gelegenheit, Verwaltungsabläufe kennenzulernen, Fachwissen zu vertiefen und sich praxisnah einzuarbeiten.

### Studium der Raumplanung in Österreich
In Österreich kann Raumplanung und Raumordnung an der Technischen Universität Wien studiert werden; bis 1972 war es eine Vertiefung des Architektur-Studiums. Als Spezialisierung wird Raumforschung und Raumordnung in den Studien der Geographie an der Universität Wien angeboten sowie Raumplanung im Studium Landschaftsarchitektur und Landschaftsplanung und Umwelt- und Bioressourcenmanagement an der Universität für Bodenkultur Wien.

### Studium der Raumplanung in der Schweiz
In der Schweiz ist das Studium der Raumplanung an der ETH Zürich und der Hochschule für Technik Rapperswil möglich.

## Berufsverbände/Interessenvertretungen
In Deutschland leisten zwei Berufsverbände die bundesweite Interessenvertretung der Stadt- und Raumplaner:
- Informationskreis für Raumplanung e. V. (IfR)
- Vereinigung für Stadt-, Regional- und Landesplanung e. V. (SRL)

Die Mitglieder der SRL erhalten kostenlos die Fachzeitschrift PlanerIn, die Mitglieder IfR die RaumPlanung. Fachzeitschrift für räumliche Planung und Forschung. Beide Fachzeitschriften genießen hohes Ansehen unter den Stadt- und Raumplanern und Raumplanerinnen.
In Österreich sind selbstständige Raumplaner, d. h. die nicht ausschließlich im universitären Bereich, in der Hoheitsverwaltung oder bei einem Raumplanungsbüro angestellt sind, sind je nach Befugnis
- als Ingenieurskonsulenten für Raumplanung und Raumordnung Mitglieder einer regionalen Kammer der Architekten und Ingenieurkonsulenten (Fachgebiet Raumplanung)
- bzw. als Beratende Ingenieure Mitglieder der Wirtschaftskammer (Fachverband Ingenieurbüros),

wobei in beiden Verbänden eine Zwangsmitgliedschaft besteht. Die wissenschaftliche Vertretung ist im Allgemeinen die Österreichische Geographische Gesellschaft (ÖGG), im Speziellen der Österreichische Verband für Angewandte Geographie (ÖVAG – organisatorisch ein Teil der ÖGG).
In der Schweiz heißt der Berufsverband Fachverband Schweizer Planer (FSU). EspaceSuisse ist der Schweizer Raumplanungsverband.